# Mouchin
Mouchin település Franciaországban, Nord megyében. Lakosainak száma 1466 fő (2022. január 1.). Mouchin Bachy, Nomain, Aix-en-Pévèle, Brunehaut, Rumes, Cobrieux és Genech községekkel határos.

## Népesség
A település népességének változása:
| Lakosok száma | 1401 | 1401 | 1412 | 1392 | 1400 | 1408 | 1416 | 1441 | 1466 |
|               | 2013 | 2015 | 2016 | 2017 | 2018 | 2019 | 2020 | 2021 | 2022 |